# Luis Otero
Pour les articles homonymes, voir Otero.
Luis Otero Sánchez-Encinas, sportivement connu sous le nom d'Otero, né à Pontevedra le 22 octobre 1893 et mort à La Corogne le 20 janvier 1955, est un footballeur espagnol. Jouant défenseur droit, il a réalisé la majeure partie de sa carrière au Deportivo La Corogne, au Vigo Sporting puis dans l'équipe qui lui a succédé, le Celta de Vigo. Il est un des onze joueurs qui ont disputé le premier match de l'histoire de l'équipe nationale d'Espagne lors des Jeux olympiques d'Anvers en 1920.

## Biographie
À 16 ans, Luis Otero commence sa carrière de footballeur au Sporting de Pontevedra, club de sa cité natale. Deux ans après, en 1911, il passe au Vigo Sporting. Avec cette équipe, il est quatre fois champion de Galice en 1914, 1919, 1920 et 1923. Quelques semaines après avoir remporté ce dernier titre, le Vigo Sporting fusionne avec son historique rival, le Real Fortuna donnant origine au Real Club Celta de Vigo. Le premier match de l'histoire du Celta s'est disputé le 14 septembre 1923 entre deux équipes de joueurs du nouveau club, une dirigée par Clemente et l'autre par Luis Otero.
Bien qu'il semble être un joueur majeur du Celta, avant d'entamer le Championnat de Galice de 1923, Luis Otero, ainsi que trois autres joueurs -Chiarroni, González et Isidro-, en désaccord avec la discipline du nouveau club, le quitte pour rejoindre le Deportivo La Corogne.
Ce départ est considéré comme un affront pour le club de Vigo et serait un des éléments fondateurs de l'historique rivalité avec l'équipe de La Corogne. Les protestations du Celta amènent la Fédération galicienne à suspendre les quatre footballeurs transfuges en les accusant de professionnalisme. Le Deportivo est également disqualifié du championnat de Galice pour les avoir alignés. Malgré l'intervention de la Fédération royale espagnole de football, Otero et ses trois collègues sont suspendus par la Fédération galicienne jusqu'en mai 1924.
Otero joue au Deportivo La Corogne jusqu'à sa retraite en 1930. Dans cette période, il gagne deux championnats régionaux en 1927 et 1928. Il dispute également les deux premières saisons du championnat de deuxième division, championnat dont la première édition se déroule en 1929.
Après sa retraite, Otero s'établit à La Corogne, où il tient un bar dans la Calle de los Olmos. Il meurt dans cette ville le 20 janvier 1955.
Un marqueur de sa grande popularité est qu'il a été un des premiers footballeurs ayant participé à une annonce publicitaire en l'occurrence pour Otero avec le vin Sansón. En 1933, il reçoit de la Fédération royale espagnole de football la médaille du mérite sportif. Quatre ans après sa mort, en 1959, un hommage lui est rendu dans sa ville natale de Pontevedra par la création du Trophée Luis Otero qui depuis se dispute annuellement au cours de l'été. De son côté, le Deportivo se rappelle sa mémoire avec un monolithe présent à proximité du stade de Riazor.

## Sélection nationale
Le 28 août 1920, Luis Otero est un des onze footballeurs ayant joué la première rencontre de la sélection espagnole, en étant en plus le premier galicien à faire partie de l'équipe nationale. Cette sélection, connue comme la Furia Roja, remporte la médaille d'argent des Jeux olympiques d'Anvers en 1920. Lors du tournoi olympique, outre le premier match disputé contre le Danemark, Otero dispute une deuxième rencontre contre l'Italie.
Après les olympiades, il participe à autres deux rencontres internationales amicales, la dernière ayant lieu le 21 décembre 1924 contre l'Autriche. Au total, il reçoit donc quatre sélections.
Otero joue également plusieurs matchs avec la sélection de Galice, remportant avec celle-ci le subcampeonato dans la Coupe prince des Asturies en 1924.

## Palmarès

### Championnats régionaux
| Titre                          | Club                 | Pays    | An   |
| ------------------------------ | -------------------- | ------- | ---- |
| Championnat régional de Galice | Vigo Sporting        | Espagne | 1914 |
| Championnat régional de Galice | Vigo Sporting        | Espagne | 1919 |
| Championnat régional de Galice | Vigo Sporting        | Espagne | 1920 |
| Championnat régional de Galice | Vigo Sporting        | Espagne | 1923 |
| Championnat régional de Galice | Deportivo La Corogne | Espagne | 1927 |
| Championnat régional de Galice | Deportivo La Corogne | Espagne | 1928 |

### Tournois internationaux
| Titre             | Club                | Pays    | An   |
| ----------------- | ------------------- | ------- | ---- |
| Médaille d'argent | Sélection olympique | Espagne | 1920 |